# Teatro Massimo

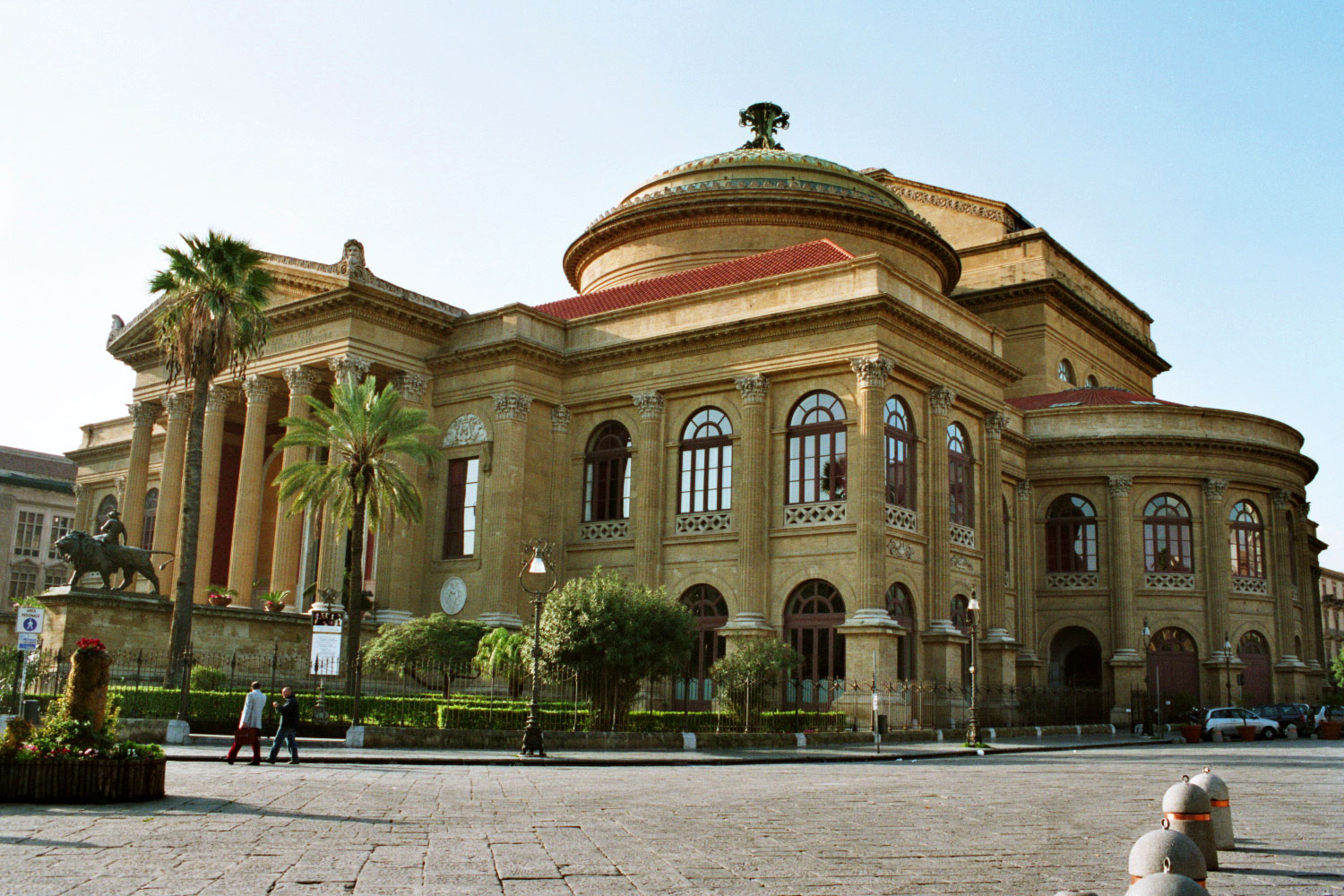
Monumentalny gmach Teatro Massimo Vittorio Emanuele w Palermo

Teatro Massimo Vittorio Emanuele – teatr operowy w Palermo na Sycylii. Słowo Teatro Massimo oznacza zarówno budynek teatru, jak i zespół artystyczny teatru prowadzący przedstawienia. Budynek teatru stanowi monumentalną konstrukcję i pod względem objętości jest to największy teatr operowy we Włoszech, a zarazem trzeci co do wielkości w Europie.
Teatr znany jest z perfekcyjnej akustyki, jednej z najlepszych na świecie.

## Budowa teatru

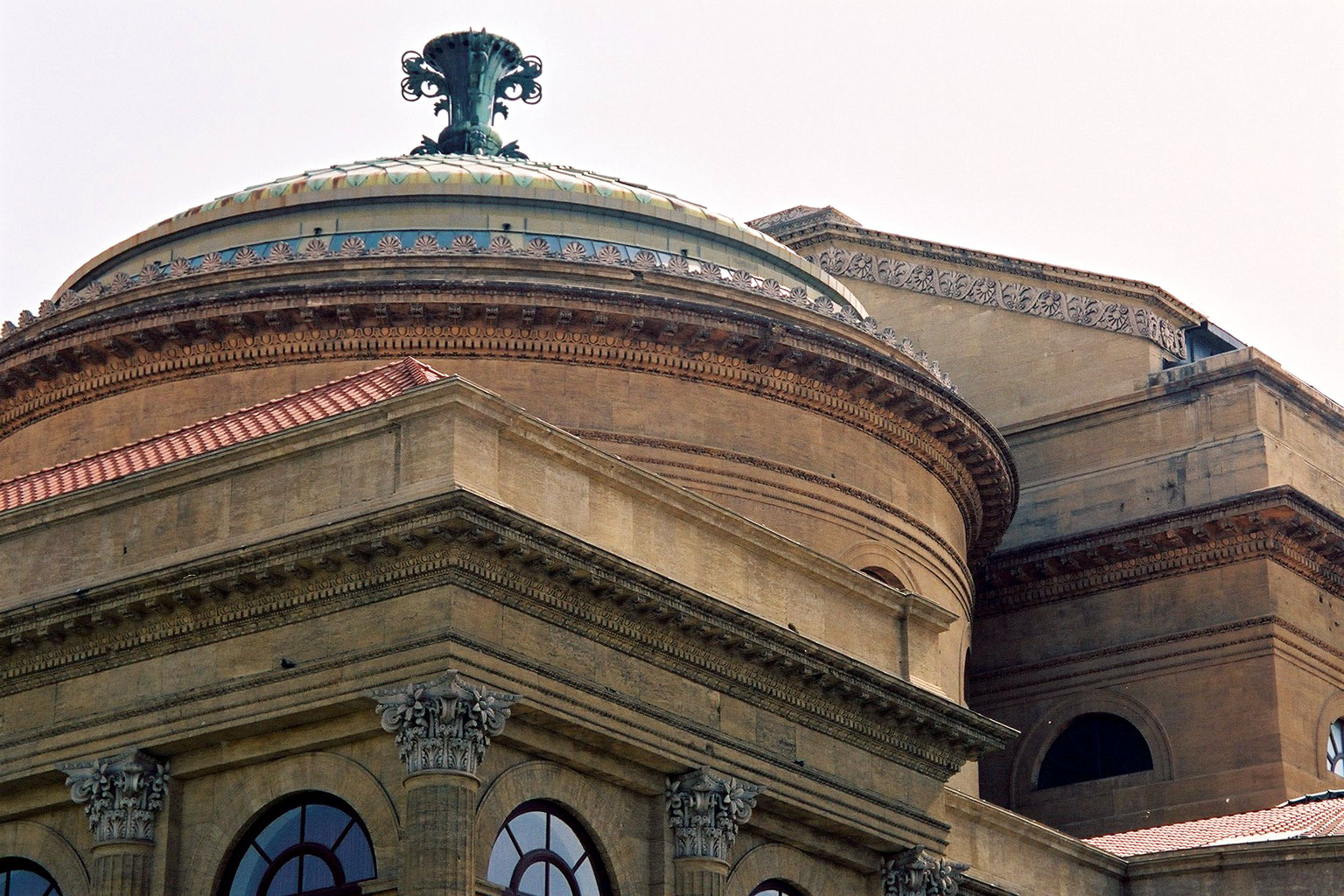
Kopuła Teatro Massimo

Wkrótce po włączeniu Sycylii w skład Zjednoczonych Włoch, co nastąpiło w 1861 roku, rozpoczęto starania o wzniesienie w Palermo nowego, monumentalnego teatru operowego. Z inicjatywy burmistrza Antonio Starabbia di Rudiniego Rada Miejska zdecydowała się na rozpisanie międzynarodowego konkursu. Zlecenie na wykonanie prac projektowych otrzymał ostatecznie znany architekt Giovann Battista Filippo Basile, pod kierunkiem którego przeprowadzono renowację Katedry w Palermo.
Po jego śmierci w 1891 roku projektem kierował jego syn, Ernesto Basile, również architekt. Do zespołu projektującego dołączył później architekt Giovanni Rutelli, który nadał budowli ostateczny kształt.
Budowę rozpoczęto 12 stycznia 1874 roku. Wstrzymano ją na osiem lat w 1882 roku, po czym wznowiono w roku 1890. Ostatecznie budowę zakończono 16 maja 1897 roku.

## Architektura teatru

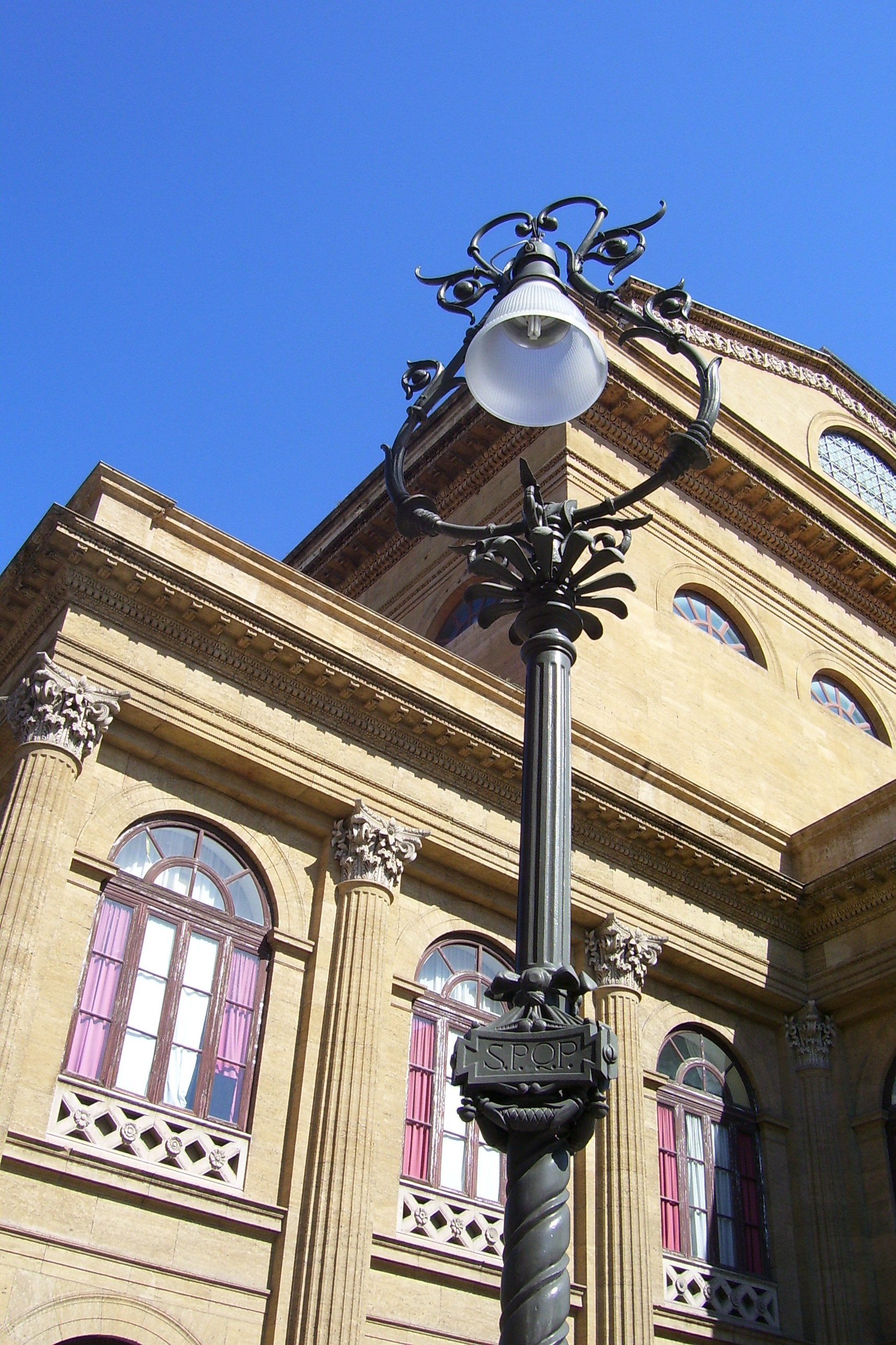
Fragment fasady Teatro Massimo

Teatro Massimo stanowi monumentalną budowlę, jedną z najwspanialszych, jakie powstały w XIX-wiecznych Włoszech. Wzniesiono ją w stylu klasycystyczno–późnorenesansowym z elementami sztuki barokowej oraz w nawiązaniu do XVIII-wiecznej architektury Palermo. Uzupełniono ją elementami nawiązującymi do średniowiecznej sycylijskiej sztuki normandzkiej i arabskiej. Taki styl narzucał zastosowanie wielkich elementów wykonanych z naturalnego kamienia, które też stanowią istotę konstrukcji budynku. Mimo iż Teatro Massimo jest w istocie konstrukcją eklektyczną, elementy wzorowane na rozmaitych stylach połączono w wyjątkowo umiejętny sposób tak, że stanowią one w praktyce jednolitą, harmonijną całość w sensie architektonicznym.
W fasadzie budowli dominują olbrzymie grecko-rzymskie kolumny, nadające monumentalny charakter całej konstrukcji. Otaczające kolumnadę z obydwu boków części budynku nawiązują raczej do stylu renesansowego i barokowego z ogromnymi, „prześwietlonymi” oknami.
Wnętrze teatru zawiera wiele elementów odwołujących się do sztuki secesyjnej.
Teatro Massimo jest największym teatrem operowym we Włoszech, a zarazem trzecim co do wielkości w Europie. Pierwotnie zaplanowano go dla około 3000 widzów, przy czym na parterze miały być jedynie miejsca stojące. Obecnie teatr posiada 1350 miejsc siedzących mieszczących się na parterze oraz balkonach przyjmujących kształt olbrzymiej podkowy. Na balkonie pierwszego piętra, w osi głównej teatru, znajduje się loża honorowa, pierwotnie przeznaczona dla króla Włoch i jego świty.
Architektura budynku pozostała właściwie nie zmieniona do chwili obecnej. Wykonywano jedynie prace renowacyjne i konserwatorskie.

## Dalsza historia teatru
Teatro Massimo funkcjonował przez wiele lat pełniąc funkcję jednego z czołowych ośrodków kulturalnych południowych Włoch, a zarazem wizytówki miasta Palermo oraz całej Sycylii. Prezentował głównie dzieła włoskiej sztuki operowej.
W czasie II wojny światowej teatr nie doznał poważniejszych uszkodzeń. Pomimo tego z biegiem czasu jego wyposażenie ulegało stopniowemu zużyciu.
W 1974 roku zdecydowano się na generalną renowację wnętrza Teatro Massimo. Prace renowacyjne postępowały jednak powoli i odbywały się w atmosferze korupcji, skandali oraz wykorzystywania problemu podczas tarć między rozmaitymi ugrupowaniami politycznymi. W rezultacie teatr pozostawał zamknięty przez ponad 20 lat. Przedstawienia operowe odbywały się wówczas w budynku wzniesionego również pod koniec XIX wieku, lecz nie tak monumentalnego Teatro Politeana.
Odnowiony teatr oddano do użytku publiczności ponownie 12 maja 1997, kilka dni przed setną rocznicą jego otwarcia. Jednakże sezon operowy rozpoczął się ze znacznym opóźnieniem. W 1998 roku przedstawiono jedynie premierę Aidy Verdiego. Pełny sezon operowy rozpoczął się praktycznie w 1999 roku.

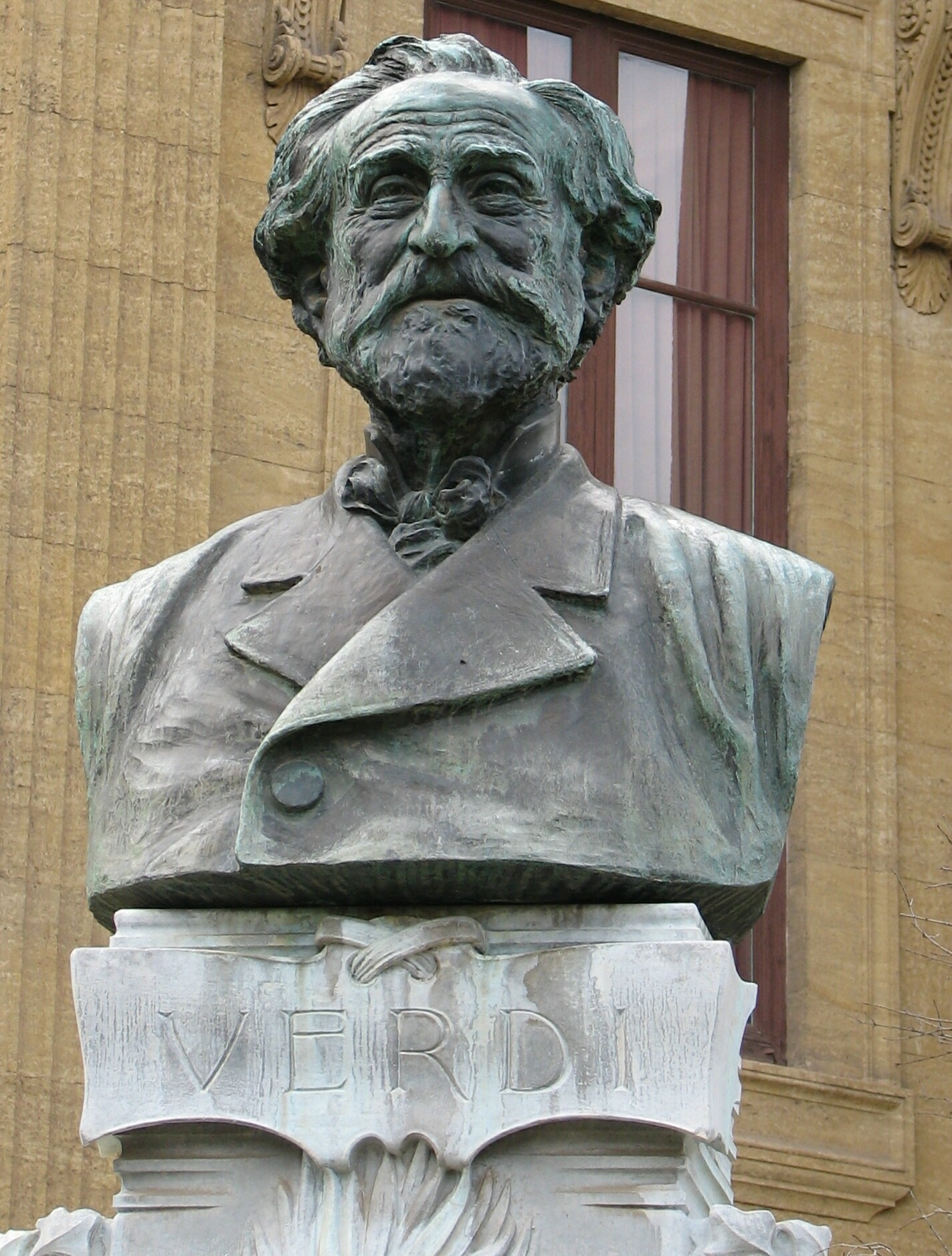
Popiersie Giuseppe Verdiego umieszczone przed Teatro Massimo

## Teatro Massimo obecnie
Obecnie Teatro Massimo stanowi jeden z najwspanialszych teatrów operowych we Włoszech. Znany jest z wysokiego poziomu artystycznego przedstawień. Wykonywany jest nie tylko klasyczny repertuar włoskiej muzyki operowej. W ostatnich latach na scenie pojawiają się również dzieła twórców francuskich, niemieckich oraz kompozytorów współczesnych. Niedawno, po raz pierwszy w historii teatru, zdecydowano się na przedstawienie pełnego cyklu Tetralogii Richarda Wagnera, choć przyjęty sposób inscenizacji tego olbrzymiego arcydzieła mógł wzbudzić liczne kontrowersje.

## Ciekawostki
Na schodach Teatro Massimo rozgrywa się scena finałowa filmu Ojciec chrzestny III, w której ginie córka Michaela Corleone.